# Troskač
Troskač (cyr. Троскач) – wieś w Serbii, w okręgu pczyńskim, w gminie Surdulica. W 2011 roku liczyła 3 mieszkańców.